# Battaglia di Inō
La battaglia di Inō fu combattuta durante il Periodo Sengoku in Giappone. La battaglia fu combattuta da due forze interne al clan Oda, tra il capo del clan Oda Nobunaga ed il fratello Oda Nobuyuki che con il supporto di Shibata Katsuie e Hayashi Hidesada si ribellò contro Nobunaga. I tre cospiratori vennero sconfitti in questa battaglia, ma furono perdonati dopo l'intervento di Tsuchida Gozen, madre sia di Nobunaga che di Nobuyuki. Tuttavia l'anno seguente Nobuyuki pianificò nuovamente la ribellione. Quando Nobunaga fu informato da Shibata Katsuie, fece finta di essere ammalato per far avvicinare Nobuyuki e lo assassinò al castello di Kiyosu.